# Aphistogoniulus corallipes
Espèce
Synonymes
- Spirobolus corallipes Saussure & Zehntner, 1902
(protonyme)

Statut de conservation UICN

 CR B1ab(i,ii,iii,v) : 
En danger critique

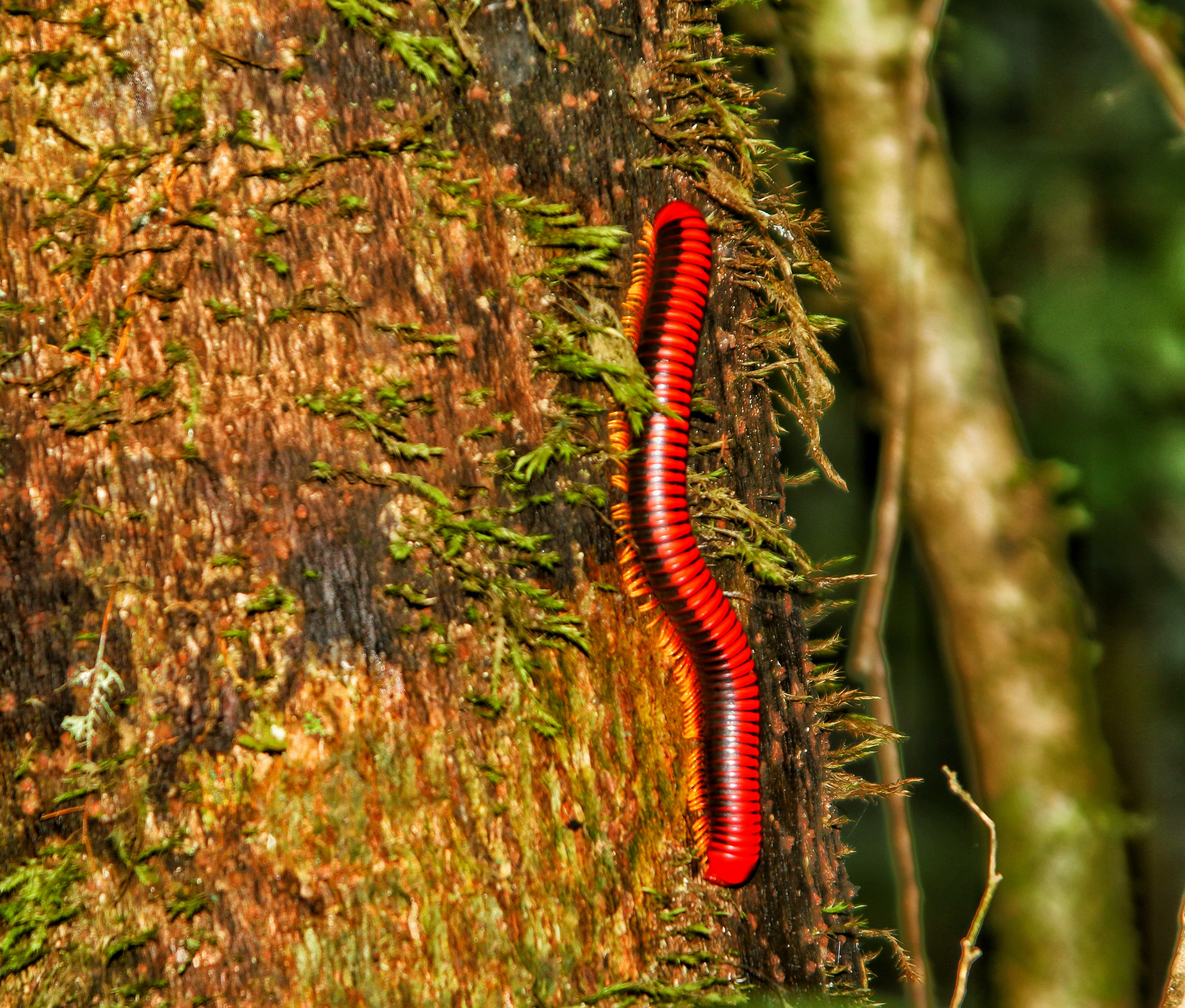
Aphistogoniulus corallipes

Aphistogoniulus corallipes est une espèce de mille-pattes diplopodes de la famille des Pachybolidae.

## Description
Ce myriapode est rayé de rouge et de noir.

## Répartition
Cette espèce est endémique de Madagascar. Elle vit dans la forêt tropicale  humide de basse altitude.

## Aphistogoniulus corallipeset l'Homme
C'est un mille-pattes apprécié des terrariophiles.